# 천성초등학교
천성초등학교는 대한민국 경상남도 양산시에 있는 초등학교다.

## 연혁
- 1999.09.01. 천성초등학교 개교
- 1999.09.01. 도지정 문화예술교육 연구시범학교 운영
- 2010.03.01. 천성초등학교 유치원 개원, 특수학급 신설
- 2010.10.08. 천성초등학교 영재학급 편성
- 2012.09.01. 제6대 진옥년 교장 취임
- 2013.03.01. 교육과학기술부요청 도지정 융합인재교육 연구학교 선정
- 2013.03.01. 스마트교육 모델학교 선정
- 2013.11.16. 과학창의페스티벌 참가(융합인재교육 운영 보고)
- 2014.03.01. 22(1)학급 편성, 융합인재교육리더스쿨 운영
- 2014.12.30. 교육복지우선지원사업 대상학교 선정
- 2015.01.03. 경상남도교육청 청렴시책평가 우수학교 선정
- 2015.02.17. 제15회 졸업장 수여식(누계 2,087명)